# Conopleura
Conopleura is een geslacht van weekdieren uit de klasse van de Gastropoda (slakken).

## Soorten
- Conopleura aliena Smriglio, Mariottini & Calascibetta, 1999
- Conopleura latiaxisa Chino, 2011
- Conopleura striata Hinds, 1844